# Arpad Pall
Arpad Pall  (n. 25 iunie 1929, Feliceni -- d. 1997),  a fost un demnitar comunist român de origine maghiară. Pall Arpad a fost deputat în Marea Adunare Națională (1984 - 1989) și profesor de matematică. Arpad Pall a fost membru de partid din 1954.

## Studii
- Facultatea de Matematică-Mecanică
- Doctorat la Universitatea de Stat din Moscova (1957)